# Грос-Мордорф
Грос-Мордорф (нем. Groß Mohrdorf) — община в Германии, в земле Мекленбург-Передняя Померания.
Входит в состав района Северная Передняя Померания. Подчиняется управлению Альтенплен.  Население составляет 816 человек (на 31 декабря 2010 года). Занимает площадь 41,56 км².